# Kryzys libański
Kryzys libański – kryzys polityczny w Libanie wywołany przez polityczne oraz religijne napięcia w kraju, mający miejsce w 1958 roku i zakończony interwencją wojsk amerykańskich.
W lipcu 1958 roku Liban był zagrożony wojną domową pomiędzy maronitami a muzułmanami. Dwa lata wcześniej pogorszyły się stosunki z Egiptem. Ówczesny prozachodni prezydent, chrześcijanin maronita Kamil Szamun nie zerwał stosunków z państwami zachodnimi, narażając się na gniew prezydenta Egiptu Gamala Abdela Nasera. Działo się to w okresie kryzysu sueskiego. Premier, sunnita Raszid Karami, miał poparcie prezydenta Egiptu Nasera. Po zakończeniu kryzysu Karami stworzył rząd jedności narodowej.
Libańscy muzułmanie namawiali rząd do przyłączenia się do nowo powstałej Zjednoczonej Republiki Arabskiej (Egipt i Syria), podczas gdy chrześcijanie chcieli zachować prozachodnią politykę rządu. Rosnący w siłę muzułmańscy rebelianci zmusili prezydenta Szamuna do poproszenia Amerykanów o zbrojną interwencję.